# Dan Biancalana
Dan Biancalana (ur. 6 listopada 1977 w Dudelange) – luksemburski polityk, kryminolog i samorządowiec, parlamentarzysta, burmistrz Dudelange, współprzewodniczący Luksemburskiej Socjalistycznej Partii Robotniczej (LSAP).

## Życiorys
Absolwent studiów z zakresu pracy socjalnej i kryminologii, studiował w Belgii i we Włoszech. Od 2003 pracował w Luksemburgu jako kryminolog. W 2004 współtworzył krajowe stowarzyszenie kryminologii, w którym objął funkcję przewodniczącego.
Zaangażował się w działalność polityczną w ramach Luksemburskiej Socjalistycznej Partii Robotniczej. Był sekretarzem krajowym jej organizacji młodzieżowej i przewodniczącym swojej partii w Dudelange. W latach 2005–2014 wchodził w skład miejskich władz wykonawczych w Dudelange, a w 2014 objął urząd burmistrza tej miejscowości. Był prezesem związku międzygminnego PROSUD (2014–2018), w 2014 powołany na wiceprezesa zrzeszenia miast i gmin Syvicol. W 2018 uzyskał mandat posła do luksemburskiego parlamentu. Z powodzeniem ubiegał się o reelekcję w wyborach w 2023.
W styczniu 2019 powołany na wiceprzewodniczącego LSAP. W styczniu 2022 został pełniącym obowiązki przewodniczącego partii, a w marcu tegoż roku współprzewodniczącym ugrupowania (obok Francine Closener).